# Bagzan (cheval)
Pour les articles homonymes, voir Bagzan.
Le Bagzan (touareg : Bagazan) est une race de chevaux de selle à sang chaud, propre aux monts Bagzane, au Niger. De nombreuses traditions orales lui attribuent une origine légendaire à Istanbul. Petit cheval gris réputé pour sa grande élégance, il est extrêmement précieux chez les Touaregs, qui le créditent de pouvoirs surnaturels et l'enterrent après sa mort.

## Dénomination
Il est aussi connu sous les noms de « Berrezem », « Baguezzan », « Baguezane » ou « Kinaboutout », qui signifie « long pénis ». Le nom « Bagzan » désigne à la fois cette race spécifique de chevaux, et le cheval ailé dans la mythologie des Touaregs. Le Bagzan, considéré comme mythique et légendaire et seul digne d'être monté par un bon Touareg, est ainsi nommé en tant qu'animal de prestige par opposition au cheval commun et de peu de valeur, l′efàkre,.

## Histoire
Les premières mentions d'élevage de chevaux dans les monts Bagzane par des explorateurs remontent aux années 1850. 
L'origine évoquée pour le Bagzan relève de traditions légendaires. L'une d'elles fut recueillie par un militaire français en poste à Agadez au début du XXe siècle. Le premier sultan aurait amené un étalon d'Istanbul. Croisé à une jument noire originaire des monts Bagzane, du nom de Tchimouaboulout, il donne les deux juments ancêtres de la race Bagzan : TchiquiZaim, une jument robe noire à balzanes blanches, dont les descendants appartiennent à la tribu des Debbakar, et Tchikarraddanzn, dont les descendants sont chez les Itesen et les Izaqqaran. Les chevaux descendants de cette union légendaire sont réputés se trouver chez les tribus Al Moussa karé, Icherifan et kel Ferwan. Comme le note Edmond Bernus, cette tradition attribue une origine commune du premier Sultan et de l'ancêtre de la race des Bagzan à Istanbul.
Le vétérinaire colonial Georges Doutressoulle cite une tradition orale différente, selon laquelle deux marabouts arabes de Tripoli possédaient respectivement une jument arabe et un cheval arabe, qu'ils firent saillir dans les monts Bagzane : la race descendrait de cette union. Une troisième version remonte au siège de la forteresse touareg des monts Bagzane par le Kanem-Bornou : ces derniers ayant levé le siège, les Touaregs les auraient poursuivis pour capturer leurs chevaux.
Une  tradition orale des Kel Gress veut que ces chevaux aient déjà été très réputés au XVIIIe siècle : le Tanzbari et les Ighollart envoyaient chaque année en fin de saison des pluies une jument welet-Tabagzan au chef musulman de Sokoto, dans l'Empire de Sokoto ; par ailleurs, le chef des Kel Gress ne pouvait traditionnellement monter qu'un cheval Bagzan.
Le Bagzan est décrit par Georges Doutressoulle, dans son ouvrage L'élevage en Afrique occidentale française, en 1947. Lorsqu'il étudie cette race, les guerres passées entre les Touaregs et le Royaume du Kanem-Bornou ont fortement réduit ses effectifs.

## Description
La base de données DAD-IS inclut le « Bagazan » au groupe de la race de chevaux nationale du Niger, l'Aréwa. Il évoque cependant fortement l'Arabe.
D'après Doutressoulle, le Bagzan est un petit cheval au modèle inscrit dans un carré, d'environ 1,40 m, particulièrement élégant. La tête, courte et carrée, de profil rectiligne, présente un front large, des yeux expressifs, et de courtes oreilles mobiles. L'encolure est légèrement rouée, et recouverte d'une abondante crinière soyeuse, dont les crins sont parfois ondulés. Le dos est court et droit, bien soutenu. La croupe est ronde et horizontale, en forme de pomme, avec une queue attachée haut. La poitrine est large, les côtes sont rondes et le flanc court. Les membres sont fins, voire grêles, avec un tour de canon inférieur à 18 cm, mais solides. Les pieds sont durs. 
La robe est toujours grise,. 
La race est réputée pour sa sobriété, sa vitesse, son endurance et ses allures brillantes et allongées. Elle est réputée pouvoir tenir trois jours sans boire. Les Touaregs nourrissent ces chevaux de mil et de lait de chamelle.

## Utilisations
La possession d'un cheval ne peut qu'être le fait des Touaregs les plus riches, car l'animal doit recevoir des compléments alimentaires. Le Bagzan est réputé pour sa capacité à randonner longuement sur des terrains rocailleux.

## Diffusion de l'élevage
La zone d'élevage est très restreinte et très pauvre sur le plan des ressources, aussi l'effectif de chevaux Bagzan est vraisemblablement réduit.

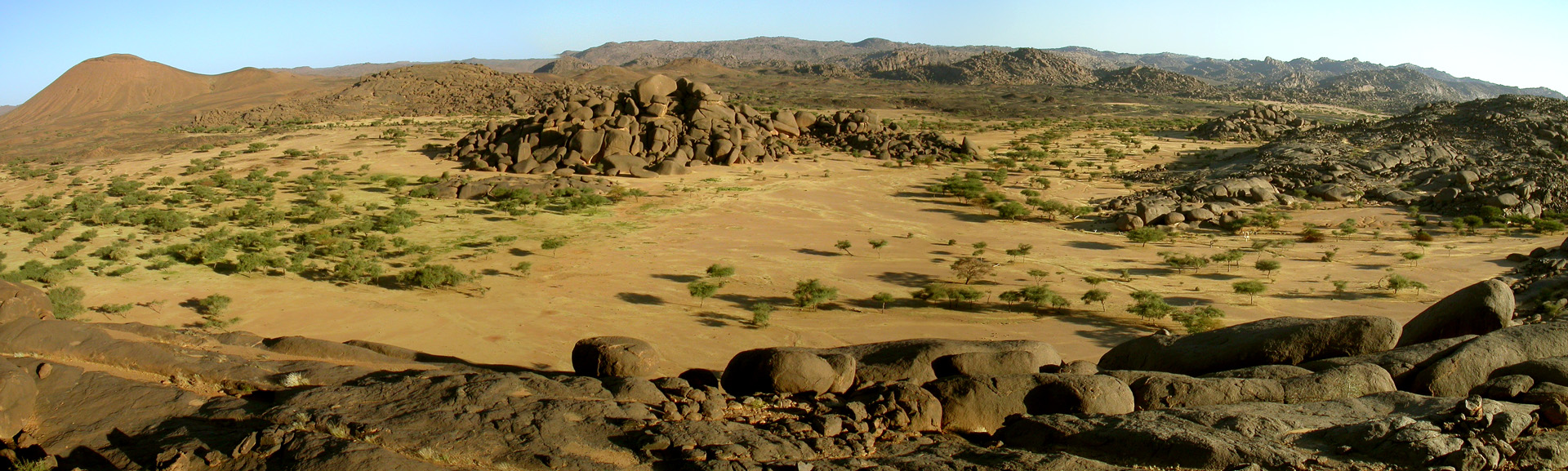
Les monts Bagzane, biotope d'élevage du cheval Bagzan..

D'après F. Roff, en 1926, l'effectif de chevaux Bagzan était d'une centaine d'individus. D'après Bernus (1995), la race perdure à très faibles effectifs, et reste considérée comme extrêmement précieuse : un poulain Bagzan vaut dix chameaux.

## Culture
Le Bagzan est évoqué dans des poèmes et récits, dans lesquels il incarne la noblesse. Les récits traditionnels de bataille lui attribuent de nombreux exploits, une vitesse surnaturelle et la capacité à ramener son maître blessé en sécurité. Il lui est également attribué une capacité à comprendre le langage humain, à pleurer et à refuser de s'alimenter s'il a été insulté. Ces poèmes traditionnels citent tous le cheval par son nom. Les Bagzan sont traditionnellement enterrés après leur mort, et les lieux d'inhumation restent connus des cavaliers touaregs.